# Your Highness (film)
Your Highness is een Amerikaanse fantasy-komediefilm uit 2011, die zich afspeelt in de Middeleeuwen.

## Verhaal
Wanneer Prins Fabious' (James Franco) bruid gekidnapt wordt door Leezar (Justin Theroux), gaat hij op een queeste om haar terug te halen. Hierbij krijgt hij hulp van zijn luie en waardeloze broer Thadeous (Danny McBride).